# Sondergericht Zweibrücken
Das Sondergericht Zweibrücken war ein kurzlebiges Sondergericht mit Sitz in Zweibrücken.

## Geschichte
Nach der Machtergreifung der Nationalsozialisten wurde am 21. März 1933 reichsweit für jeden Oberlandesgerichtsbezirk ein Sondergericht eingerichtet, insgesamt also 26. Am Oberlandesgericht Zweibrücken entstand kein Sondergericht. Das Sondergericht für den Oberlandesgerichtsbezirk Zweibrücken wurde als Sondergericht Frankenthal am Landgericht Frankenthal gebildet. Aufgrund der Volksabstimmung im Saargebiet 1935 kehrte das Saargebiet zum Reich zurück. Am Landgericht Saarbrücken wurde mit Verordnung des Reichsjustizministers vom 14. Dezember 1935 das Sondergericht Saarbrücken gebildet.
1938 schlossen die Nationalsozialisten die Pfalz und das Saargebiet zum Gau Saarpfalz zusammen. In diesem Zusammenhang wurden das Sondergericht Saarbrücken und das Sondergericht Frankenthal aufgehoben und stattdessen das Sondergericht Kaiserslautern gebildet.
Mit dem Beginn des Zweiten Weltkriegs wurde ein Streifen von 20 km Tiefe an der Grenze zur Roten Zone erklärt und die dortigen Behörden und auch Gerichte vorsichtshalber tiefer ins Reich evakuiert. So wurde das Landgericht Saarbrücken nach Kaiserslautern verlegt. Gleichzeitig wurde verordnet, dass für die Landgerichte im Freimachungsgebiet eigene Sondergerichte eingerichtet werden sollten. Entsprechend entstand das Sondergericht Zweibrücken, das seinen Sitz aber in Kaiserslautern hatte. Da offensichtlich mehrere Sondergerichte in einer Stadt unsinnig waren, verordnete der Reichsjustizminister am 30. November 1939 die Auflösung der Sondergerichte Zweibrücken und Saarbrücken zum 1. Januar 1940.